# José María Martín Domingo
José María Martín Domingo (Maó, 23 de maig de 1889 — Madrid, 16 de juliol de 1961) va ser un compositor i músic menorquí.

## Educació
El pare de Domingo, Cecil Martín, era un músic militar que vivia a la banda regimental de l'illa de Menorca. Allà, José María va començar a aprendre música a l'edat de 5 anys. Als 9 anys va ingressar a l'internat San Bernardo de Madrid on va conèixer el mestre José Chacón. Chacón va cuidar el jove estudiant, s'encarrega de la seva formació i l'encomana al professor de trompeta, Tomás Coronel, del Reial Conservatori. Emilio Vega, director de la banda dels Alabarderos, el va educar en les disciplines del contrapunt, fuga i composició.

## Carrera
Als catorze anys, Domingo va obtenir una plaça com a primer músic al Batallón Cazadores de Barbastro, destinat a Madrid. L'any següent es va incorporar a la Banda de la Reial Cos d'Alabarderos. Ràpidament va adquirir fama de virtuós i va ser convidat amb freqüència a les orquestres dels teatres de sarsuela i òpera. Tomás Coronel el va presentar a l'Orquestra del Teatro Real, on coneix el director era Ricardo Villa. L'any 1909, als 22 anys, aconsegueix ser la primera trompeta de la Banda Municipal de Madrid, de la qual n'era el director Villa. El mestre Villa veu en Martín Domingo una gran capacitat per dirigir i, en absència de Miguel Yuste (subdirector de la banda), José María comença a agafar la batuta.
Martin Domingo crea els seus propis grups amb els quals actua a cafès, centres de trobada i culturals de San Isidro, Atocha i Hotel Nacional de Madrid. Comença a ser famós no només com a director sinó també com a compositor. Va crear molts pasdobles, polques, valsos, havaneres, masurques, etc... que van tenir un gran èxit i popularitat.
El 1918 va aconseguir convertir-se en músic Major de l'Exèrcit, destinat a Santa Cruz de Tenerife. Allà va dirigir concerts públics amb la banda militar, va organitzar corals, va compondre obres com els celebrats Ven, Cyrilla, ven, Icod —pasdoble canari—, El Desfile i El Coronel Mayorga entre d'altres. A petició del mestre Vila, va sol·licitar el trasllat a la península.
Després de la mort de Miguel Yuste, va deixar l'exèrcit i va passar a ser vicedirector de la Banda Municipal de Madrid, on va servir durant més de 30 anys. Ho va compaginar amb la seva tasca com a compositor d'obres com Lagartijilla, Marcial, Eres el más grande (dedicada a Marcial Lalanda) i Los Dos Adolfos.
Va fer amistat amb personatges de la literatura i l'art contemporani com Carlos Arniches, Francisco de Cossio, Jacinto Guerrero, Federico Moreno Torroba, Mariano Benlliure i altres.

## Reconeixements
L'any 1953 l'Ajuntament de Madrid li va concedir la Medalla de Plata de la Ciutat. Anys abans, la República Francesa li havia concedit la medalla de la ciutat de París.